# 數學遊戲

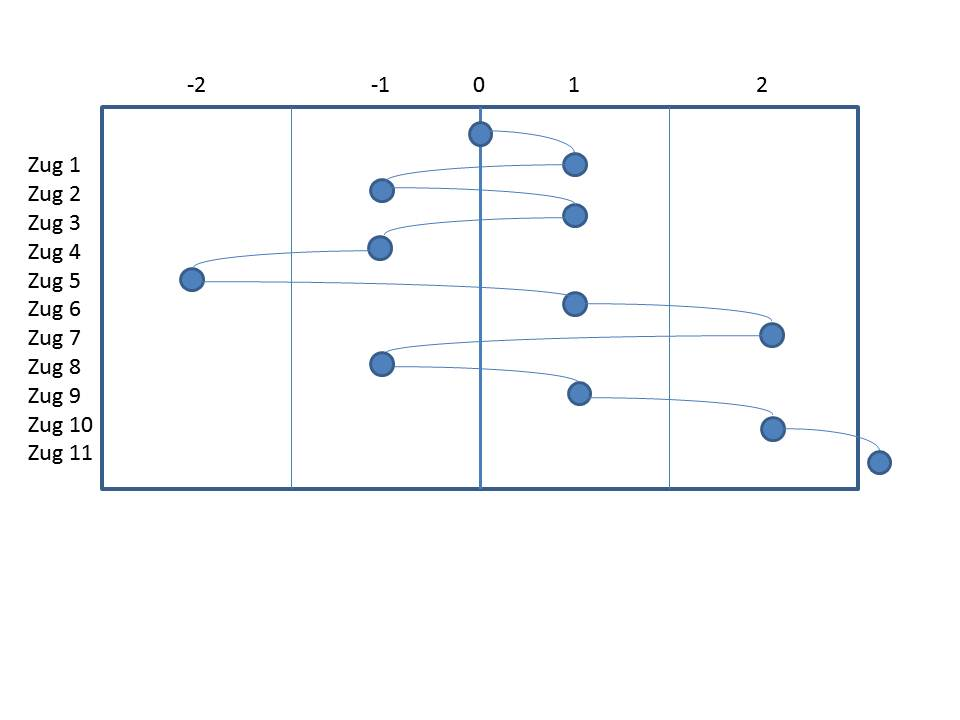
网球是一种（抽象的）策略性纸笔游戏，适合两名玩家。是数学游戏的一种。

數學遊戲即包含了數學中的遊戲和使用數學玩的遊戲。

## 遊戲中的數學
- 博弈論
- 康威的組合博弈論和超現實數

## 使用數學玩遊戲
趣味數學上的著名人物，他們都進行了不少和數學遊戲有關的研究，或發明了一些數學遊戲。
- 康威
- 葛登能
- 霍夫斯泰特
- 亨利·杜德耐
- 皮亞特·海恩
- 森姆·萊特

## 數學中的遊戲
大部分數學遊戲的規則都非常簡單，但解決它們時，有時卻需用到很高深的幾何學、圖論、拓撲學、組合數學、邏輯學或博弈論等的知識。對某些數學遊戲的研究，更有助推動一些數學話題的發展。不少數學家都是數學遊戲的愛好者。

## 外部連結
- Winarc，有很多經典數學遊戲的程式（Windows）
- Plastelina Logic Games （页面存档备份，存于）